# 天谷虎之助
天谷 虎之助（あまがい とらのすけ、1889年2月17日 - 1977年3月6日）は、内務官僚。第6・7代茨城県土浦市長。

## 経歴
茨城県出身。茨城県立土浦中学校、第二高等学校を経て、1913年（大正2年）、東京帝国大学法科大学政治科を卒業した。高等文官試験に合格し、愛媛県属、同警視、同周桑郡長、同理事官、宮崎県理事官、福岡県理事官、福島県警察部長、岡山県警察部長、愛知県警察部長、京都府警察部長、秋田県内務部長、群馬県内務部長、福井県内務部長を歴任し、勅任官待遇となった。1932年（昭和7年）、退官。
その後、高松宮家嘱託、大正大学講師を務めた。
戦後は茨城県監査委員を務め、1951年（昭和26年）、土浦市長に初当選し1959年（昭和34年）まで2期務めた。
その後、1977年（昭和52年）まで土浦信用金庫（現在の水戸信用金庫）理事長を務めた。1977年、土浦市の病院で死去。

## ウシ・トラ合戦
昭和26年4月28日執行の統一地方選挙に同時に立候補したのが、天谷丑之助である。両者とも市内木田余の出身で、奇しくも名前が一字違い、誕生日も一日違いであった。選挙は全国紙にも取り上げられ、県南の中心都市の選挙は話題をさらった。立会演説会では壇上に上がれないほどの大盛況であったが、市医師会等の運動が奏功し虎之助が初当選した。4年後に両者は再び市長選挙に立候補し、大激戦の末に連続当選を果たした。更に4年後には両者のみが出馬し文字通り一騎打ちの様相を呈したが、丑之助が雪辱を果たし2度目の当選を決めた。青年時代から政治を志し、豪放磊落の丑に対し、東大から官僚を務め実務型の虎とは、政治手法も異なり議会も巻き込み、数十年に亘り市政を二分した。

## 編書
- 『現代農村の傑出人物』（集文堂、1942年）